# Бородянка
Бородя́нка (укр. Бородя́нка) — посёлок городского типа в Бучанском районе Киевской области Украины. Расположен на берегу реки Здвиж.

## История

### Дореволюционные годы
Точное время основания Бородянки и происхождение её названия в исторических документах не сохранились. Известно, что ещё во времена Киевской Руси на месте теперешнего посёлка существовало поселение под названием Козятичи, которое впервые упоминается в 1190 году. В 1240 году Козятичи были сожжены во время монгольского нашествия на Русь.
Следующее упоминание относится к 1509 году, в грамоте шляхтичам Макаревича на село Бородянку. После Люблинской унии 1569 года местность вошла в состав Киевского воеводства Речи Посполитой.
31 декабря 1660 года царь Алексей Михайлович пожаловал это местечко совокупно с сёлами Загальцы, Новая Гребля, Мосаны и Крашоселье за Припятью Киево-Михайловскому монастырю. Но так как польское правительство не признавало пожалований, сделанных русскими государями, то эти имения были отняты у монастыря не без кровопролития, по обыкновению того времени.
В письме Палия к гетману Мазепе, приведённому у Велички, говорится, что в 1693 году на второй день праздника Рождества Христова, поляки истребили в местечке Бородянке множество народа, трупами застлали землю.
С середины XVIII века Бородянка с окрестными посёлками до самого Горностайполя принадлежала Евстафию Потоцкому — коронному чеснику, а затем Викентию Потоцкому, коронному подкоморию.
К концу века Бородянское имение, после короткого пребывания в собственности известного Моршковского (президент гражданской палаты в Житомире был блестящий юрист), был продан Савицкому, от которого в 1820 году был куплен Ламбертом Понятовским, а после его смерти имение перешло по наследству, согласно родственным правам, Иосифу Шембеку.
В 1891 году Бородянка была местечком Киевского уезда Киевской губернии, в котором насчитывалось 1800 жителей, действовали кожевенный и ситцевый заводы, две мельницы, православная церковь и римско-католическая часовня.

### Советский период
В ходе Великой Отечественной войны в 1941—1943 гг. посёлок был оккупирован немецкими войсками.
В январе 1989 года численность населения составляла 12 907 человек.

### 1991—2021
На 1 января 2013 года численность населения составляла 13 135 человек.

### Российско-украинская война

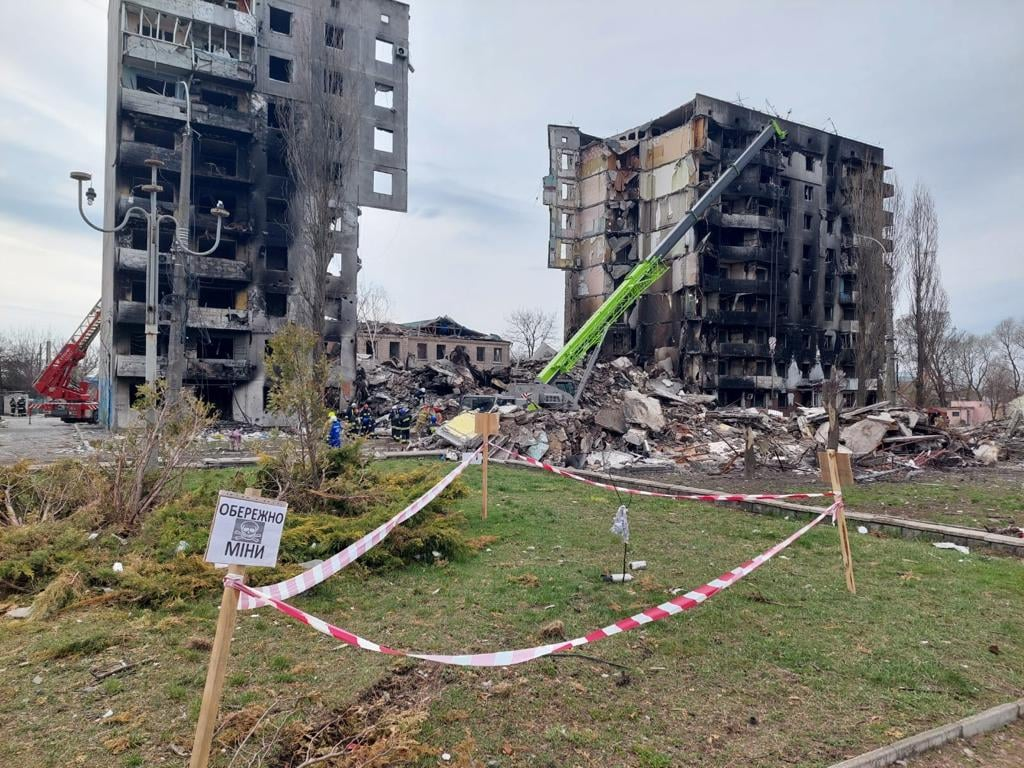
Дом по улице Центральной, 359, где российской бомбардировкой 2 марта 2022 года были убиты не менее 23 мирных жителей

В 2022 году Бородянка оказалась на главном пути наступления на Киев российских войск, вторгшихся на Украину. За посёлок шли ожесточённые бои. 1 и 2 марта российская авиация разбомбила в нём 8 многоквартирных домов, под завалами которых погибли не менее 40 человек. Вскоре Бородянку оккупировали российские войска, запрещавшие извлекать выживших из-под завалов и расстреливавшие мирных жителей. Оккупация продлилась около месяца, и 1 апреля 2022 года посёлок вернулся под контроль Украины.
В ходе боёв Бородянка была значительной частью уничтожена. Были разрушены или повреждены, в частности, почти все здания главной улицы. Разрушения в Бородянке стали самыми масштабными в Киевской области.
Из-под завалов домов было извлечено 41 тело; кроме того, есть погибшие, найденные в захоронениях, сделанных местными жителями во время оккупации. У 20 тел обнаружены огнестрельные ранения. По состоянию на июнь 2022 года есть данные о более 120 погибших и 80 пропавших без вести. Убитых продолжают находить даже спустя год.

## Памятники
В августе 1999 года на площади, носящей имя Тараса Шевченко, был установлен его бюст (скульптор — М. Мищук). В 2022 году в ходе российско-украинской войны памятник был обстрелян российскими войсками.

## Фото

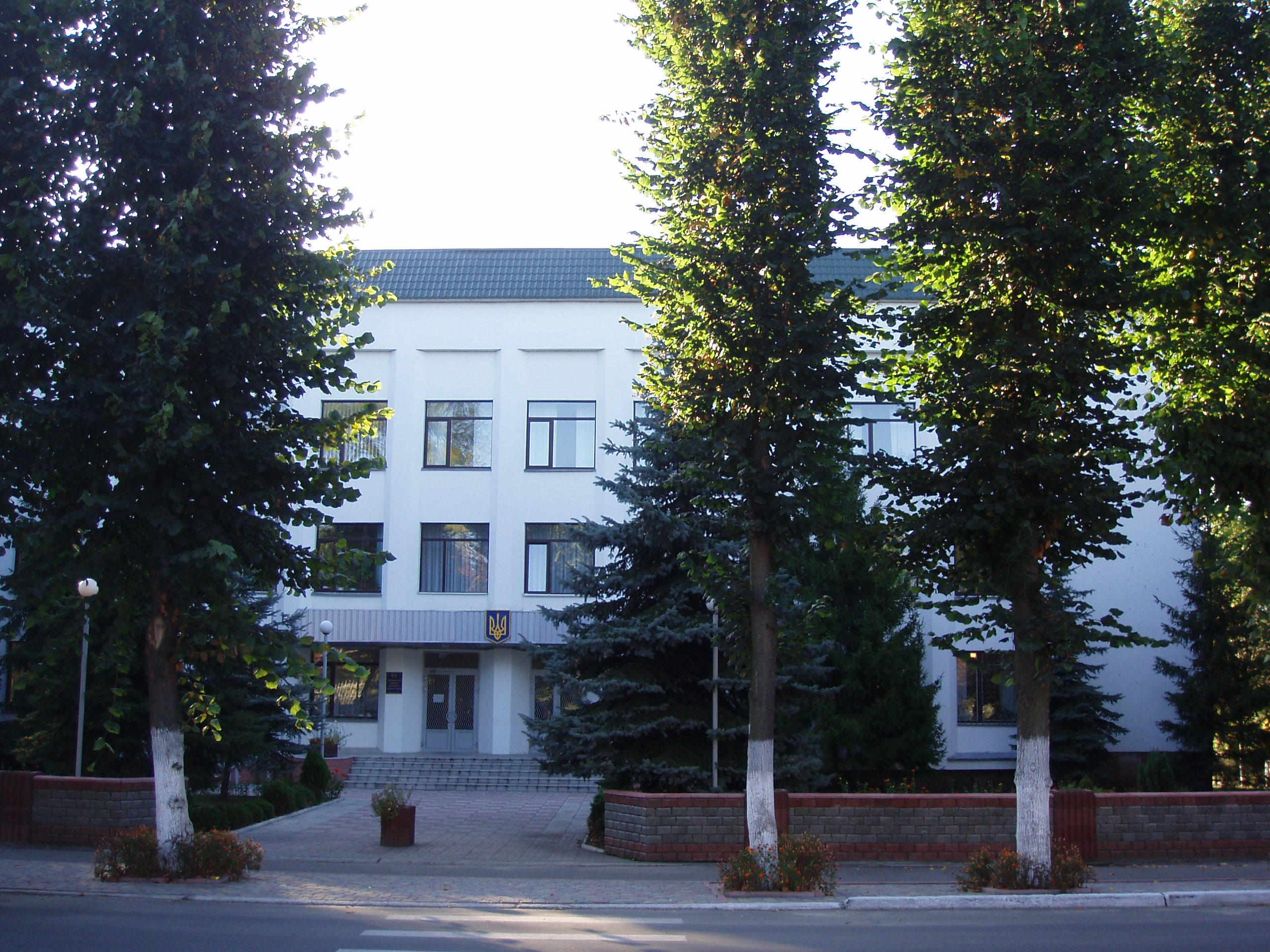
Администрация Бородянского района
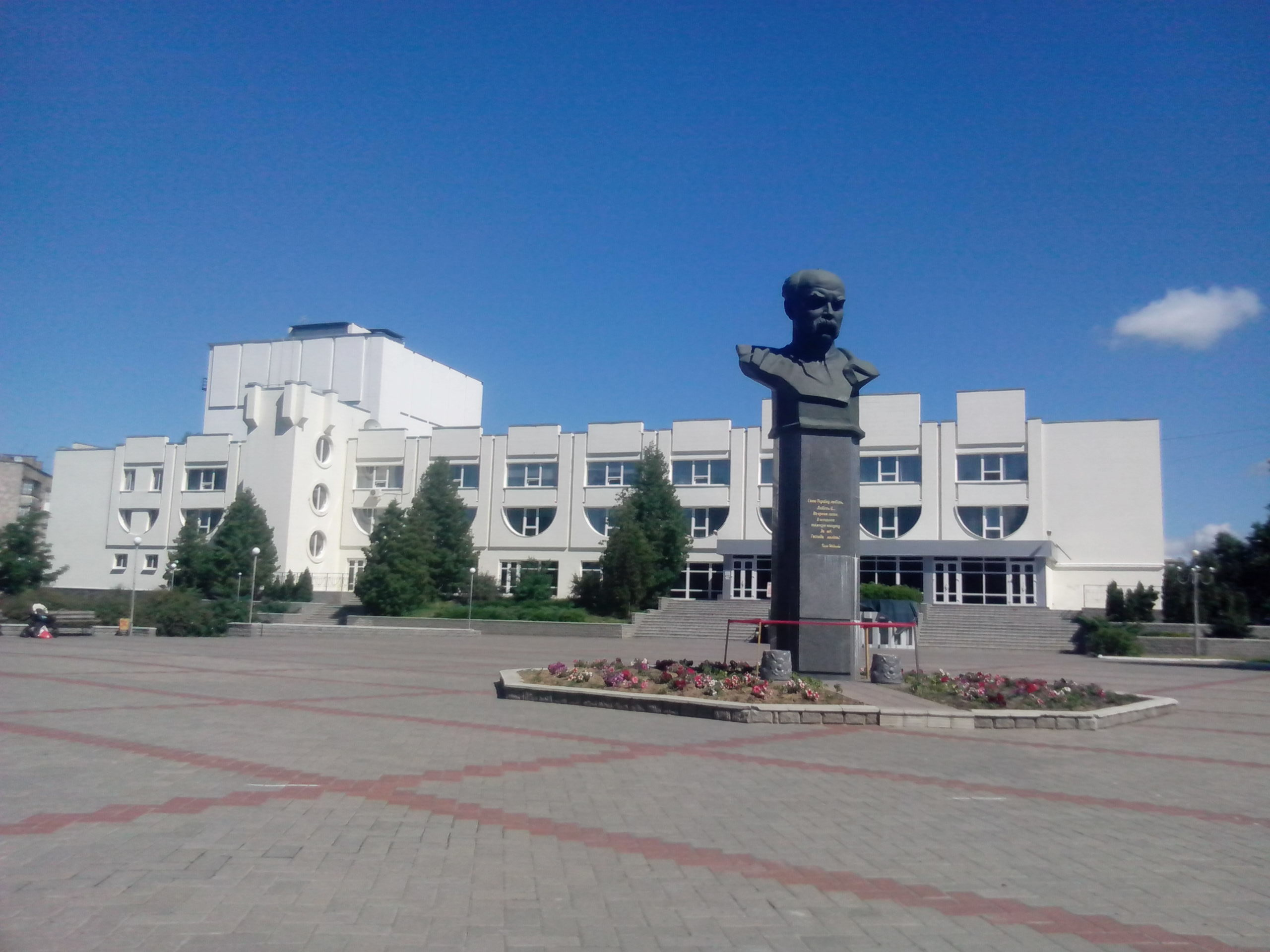
Дом культуры и памятник Шевченко
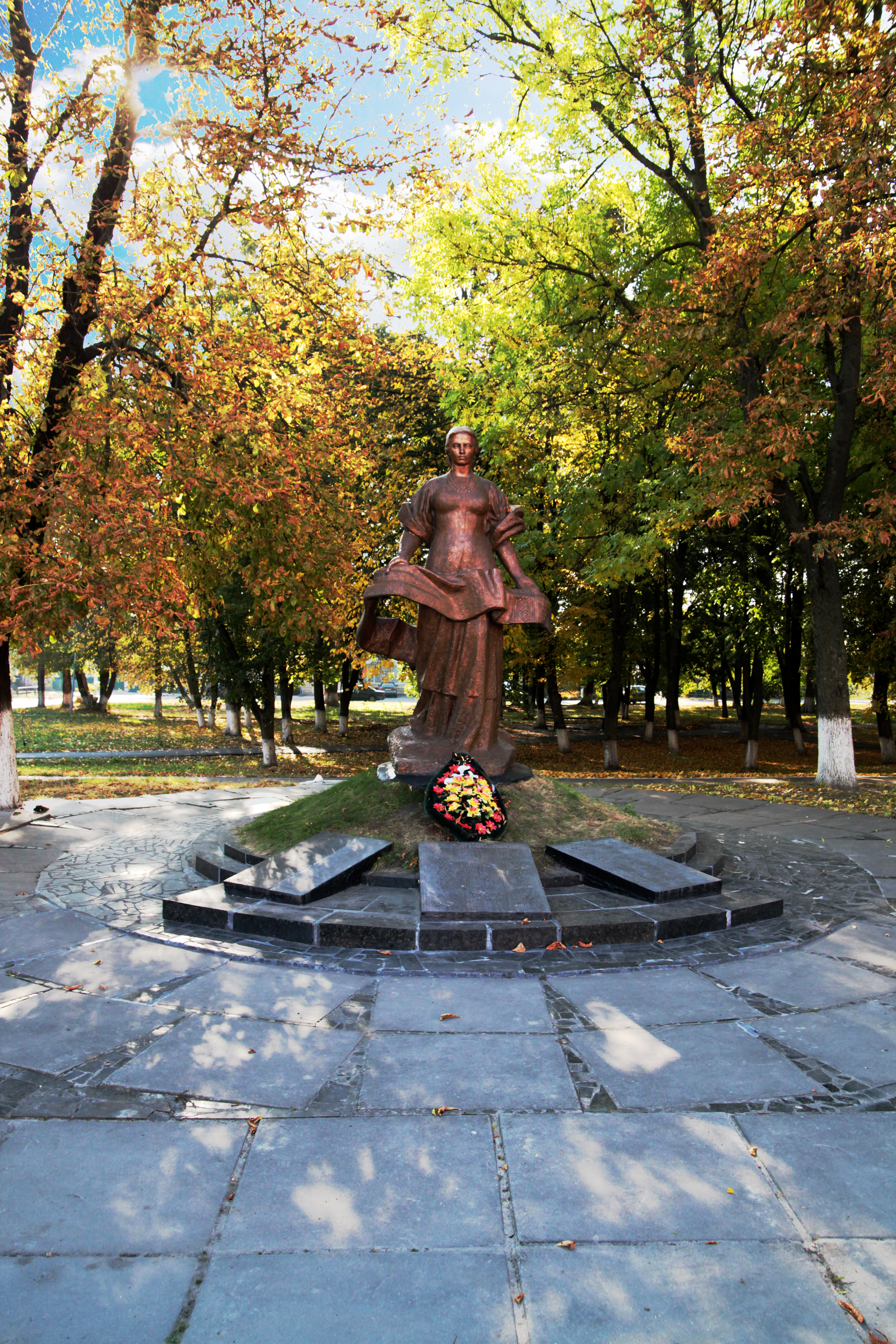
Парк
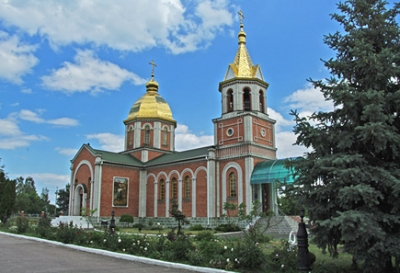
Храм Архистратига Михаила
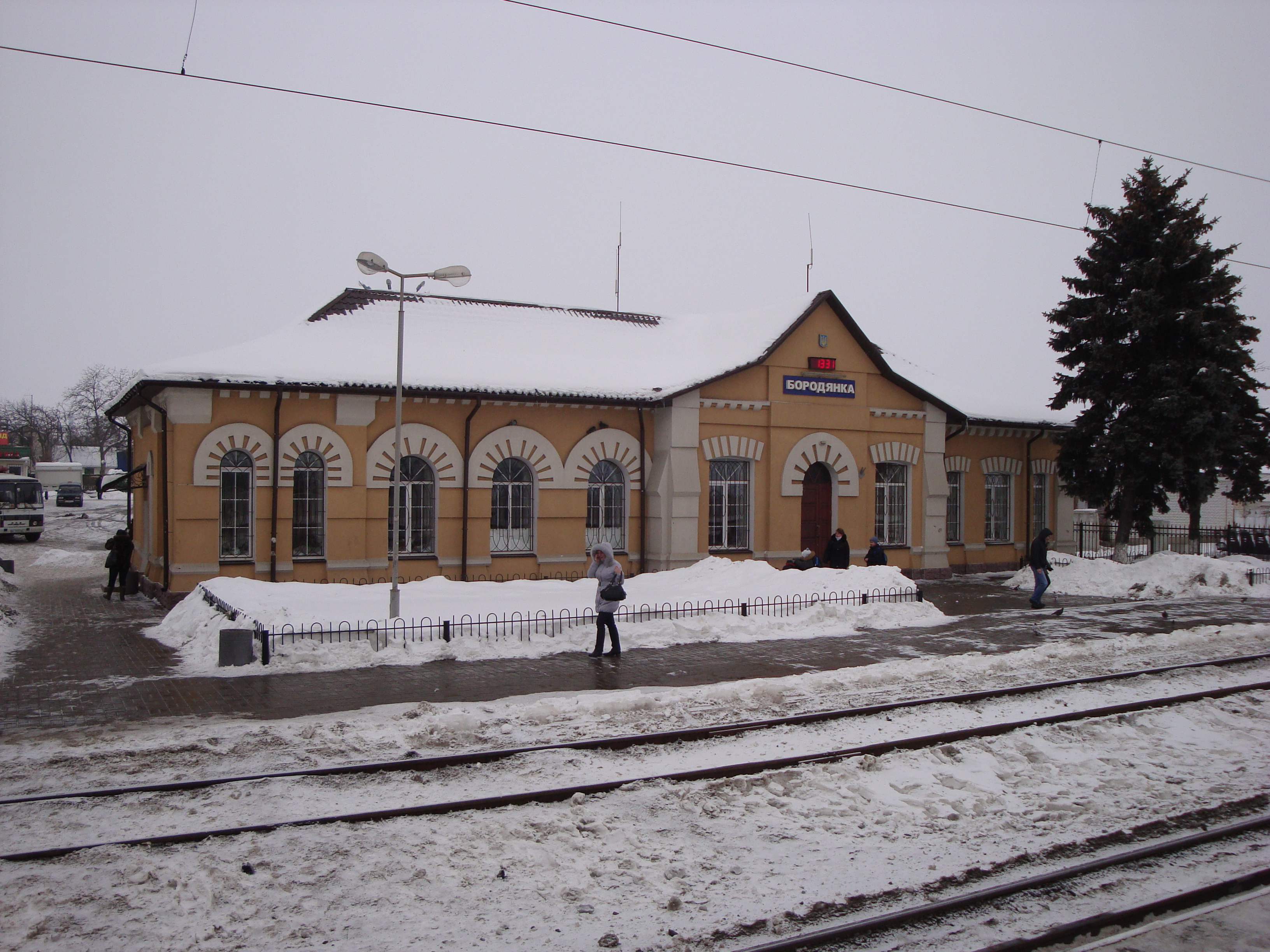
Железнодорожная станция
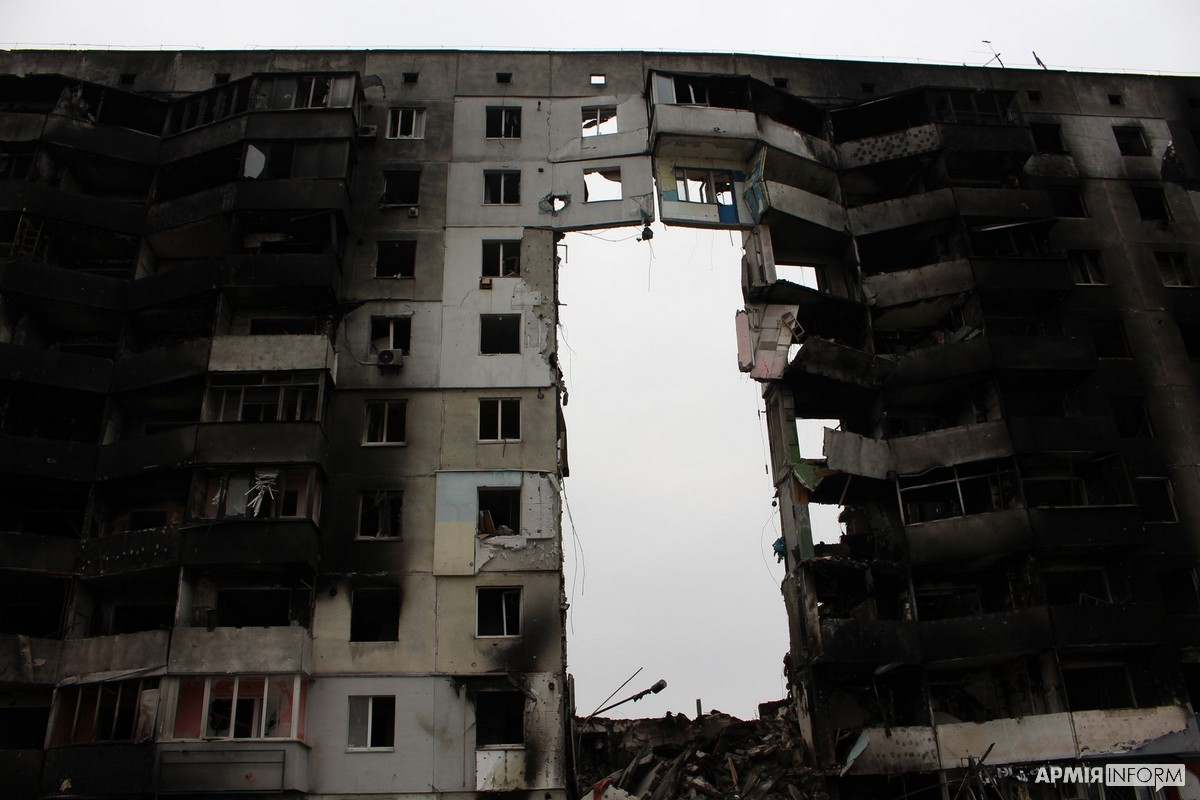
Дом после бомбардировки во время вторжения России на Украину (2022)